# Tadeusz Różewicz
Tadeusz Różewicz (Radomsko, 9 ottobre 1921 – Breslavia, 24 aprile 2014) è stato un poeta, drammaturgo e scrittore polacco.

## Biografia
Różewicz appartiene alla prima generazione nata ed educata dopo che la Polonia ha ritrovato la sua indipendenza nel 1918.
Le sue prime poesie risalgono al 1938. Durante la Seconda guerra mondiale, militò nell'esercito nazionale di resistenza polacco assieme al fratello Janusz (egli pure poeta), che fu ucciso dalla Gestapo nel 1944. Tadeusz termina i suoi studi, in storia dell'arte, all'Università Jaghellonica di Cracovia. Da Cracovia, si sposta a Gliwice nel 1947. Dal 1968 risiede a Breslavia.
L'esperienza della guerra ebbe su Różewicz un effetto devastante, che si avverte soprattutto nelle prime opere. La raccolta Niepokój (Inquietudine) e soprattutto il poema Ocalony (Sopravvissuto), presenta un uomo totalmente rovinato dalla catastrofe inspiegabile della seconda guerra mondiale. Con il passare degli anni, la sua ricerca poetica si orientò alle tematiche sociali e ai problemi del mondo contemporaneo. Le poesie di Różewicz hanno colpito i maggiori esponenti della poesia polacca come Leopold Staff, Julian Przyboś e Czesław Miłosz. I numerosi volumi di poesia pubblicati dal primo dopoguerra ad oggi hanno riscosso un notevole successo di pubblico e di critica.
Il problema più grande per Różewicz fu la creazione della poesia dopo Auschwitz.
Dal 1960, Różewicz si è dedicato anche alla drammaturgia, dimostrando una grande capacità di innovazione stilistica, improntata al teatro dell'assurdo e caratterizzata da un'efficace mescolanza di spunti lirici e grotteschi.
Różewicz è l'autore di  una quindicina di opere teatrali. È considerato come uno dei migliori poeti del dopoguerra in Polonia e uno dei drammaturghi più innovativi.
La sua opera teatrale più importante è Kartoteka, che ha rivoluzionato il teatro polacco e influenzato il teatro mondiale. Le sue opere sono state messe in scena dai più grandi registi, come  Konrad Swinarski e Krzysztof Kieślowski.
Nel 2005 è stato il primo vincitore del Premio Librex Montale International. Le sue opere sono tradotte in più di venti lingue.
Nel 2007 egli ha ricevuto il Premio europeo per la letteratura (Prix européen de littérature) per l'insieme delle sue opere.

## Opere principali

### Racconti
- 1955 – Opadły liście z drzew
- 1960 – Przerwany egzamin
- 1966 – Wycieczka do muzeum
- 1970 – Śmierć w starych dekoracjach
- 1979 – Próba rekonstrukcji

### Poesie
- 1944 – Echa leśne
- 1946 – W łyżce wody
- 1947 – Niepokój
- 1948 – Czerwona rękawiczka
- 1950 – Pięć poematów
- 1951 – Czas, który idzie
- 1952 – Wiersze i obrazy
- 1954 – Równina
- 1955 – Srebrny kłos
- 1956 – Poemat otwarty
- 1958 – Formy
- 1960 – Rozmowa z księciem
- 1961 – Zielona róża
- 1961 – Głos Anonima
- 1962 – Nic w płaszczu Prospera
- 1964 – Twarz
- 1968 – Spadanie, Non-stop-show
- 1968 – Twarz trzecia
- 1969 – Regio
- 1974 – Wiersze
- 1977 – Duszyczka
- 1987 – Poezje
- 1989 – Na powierzchni poematu i w środku
- 1991 – Płaskorzeźba
- 1996 – Zawsze fragment
- 1998 – Zawsze fragment. Recycling
- 1999 – Matka odchodzi
- 2001 – Nożyk profesora
- 2002 – Szara strefa
- 2004 – Wyjście
- 1955, 2005 – Uśmiechy
- 2007 – Nauka chodzenia. Gehen lernen
- 2008 – Dwie strony medalu
- 2008 – Kup kota w worku
- 2012 – To i owo

### Drammi
- 1960 – Kartoteka
- 1962 – Grupa Laokoona
- 1964 – Świadkowie albo Nasza mała stabilizacja
- 1965 – Wyszedł z domu
- 1969 – Stara kobieta wysiaduje
- 1972 – Na czworakach
- 1975 – Białe małżeństwo
- 1979 – Śmierć w starych dekoracjach
- 1979 – Do piachu
- 1982 – Pułapka
- 1997 – Kartoteka rozrzucona
- 1997 – Palacz

### Sceneggiature
- 1956 – Trzy kobiety
- 1959 – Miejsce na ziemi
- 1961 – Świadectwo urodzenia
- 1962 – Głos z tamtego świata
- 1964 – Echo
- 1966 – Piekło i Niebo
- 1967 – Mąż pod łóżkiem
- 1968 – Samotność we dwoje
- 1973 – Drzwi w murze